# Posbury Hill Fort

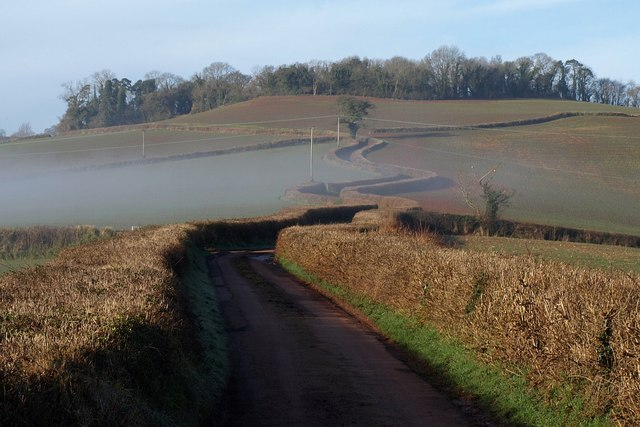
Posbury Hill

Posbury Hill Fort ist ein Hillfort der Eisenzeit 3 km südwestlich der Kleinstadt Crediton in der englischen Grafschaft Devon.
Vom Fort, an dem bisher noch keine Ausgrabungen durchgeführt wurden, sind heute nur noch unvollständige Erdwerke erhalten, die den Gipfel eines Hügels in 180 Meter Seehöhe teilweise umschließen.
Unmittelbar südlich des Dorfes Posbury gibt es Überreste einer alten Römerstraße, die von einem erst kürzlich entdeckten römischen Fort beim Dorf Colebrooke in östlicher Richtung nach Crediton verlief. Der Geschichtswissenschaftler William George Hoskins (1908–1992) ist der Ansicht, dass dies der wahrscheinliche Ort der Schlacht von Posentesburg im Jahre 661 sei, in der Cenwalh, der König von Wessex, die Stämme britischer Ureinwohner aus der Mitte Devons an die Küste vertrieb.
Heute sieht man die Verteidigungsanlagen des von Posbury Hill Fort am besten vom Saumpfad etwas nördlich der Kreuzung mit der alten Römerstraße aus.